# Exosom (Vesikel)

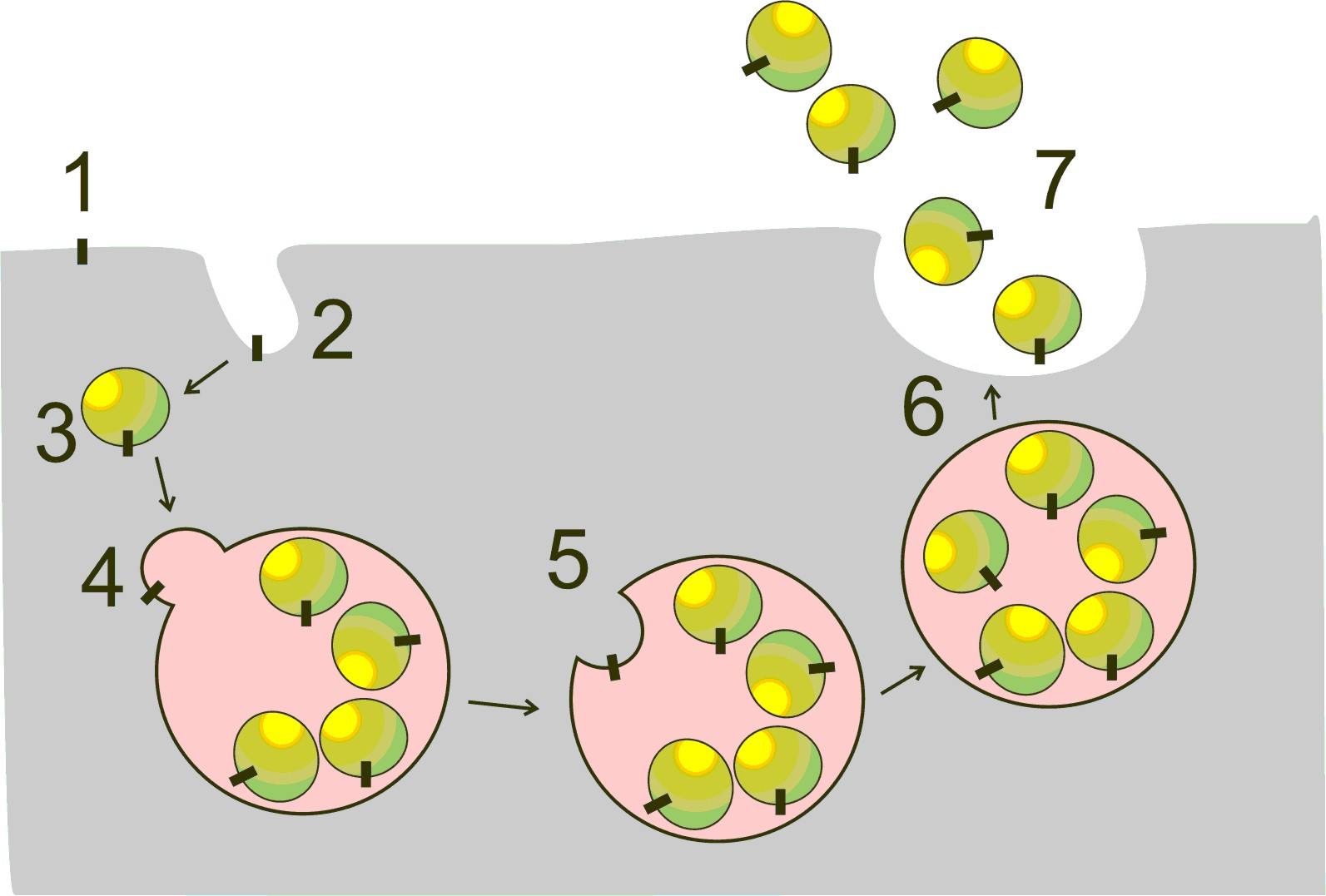
Zelluläre Bildung von Exosomen

Exosomen sind ca. 30 bis 90 nm große Vesikel, die von einer Zelle an die Umgebung abgegeben werden. Sie können unter anderem von Lymphzellen, Blutplättchen, Mastzellen, dendritischen Zellen, Nervenzellen, Astrozyten und Tumorzellen gebildet werden. Exosomen werden in einem mehrstufigen Prozess gebildet, der ein Einschnüren der Zellmembran, eine sogenannte Endozytose, und einen Ausschleusvorgang, eine sogenannte Exozytose, einschließt. Diese Vesikel beinhalten unter anderem Nukleinsäuren und Proteine in wechselnder Zusammensetzung und dienen als Transportvehikel und zur Ausschleusung von Zellbestandteilen. Darüber hinaus dienen sie der zellulären Kommunikation. So spielen Exosomen möglicherweise bei der erworbenen Immunität eine Rolle. Aber auch Viren, wie beispielsweise die HI-Viren, nutzen Exosomen zum Transport und zur Tarnung. Exosomen werden derzeit als mögliche Therapieoptionen in der Behandlung von Autoimmunerkrankungen und Krebs untersucht. Die Bildung von Exosomen kann weiterhin durch bestimmte Stoffe wie das Antibiotikum Ciprofloxacin ausgelöst werden.
Exosomen ermöglichen auch die Übertragung epigenetischer Information von Körperzellen auf Keimzellen. So enthält menschliches Sperma zahlreiche Exosomen, die von Körperzellen stammen und RNA-Moleküle tragen.